# Lemgo
Lemgo település Németországban, azon belül Észak-Rajna-Vesztfália tartományban. Lakosainak száma 40 531 fő (2023. december 31.). Lemgo Kalletal, Dörentrup, Blomberg, Detmold, Lage, Bad Salzuflen és Vlotho községekkel határos.

## Fekvése
A Bega partján, Bad Salzuflentől délkeletre fekvő település.

## Története
Az 1200 körül alapított település rendkívül gazdag műemlékekben. Lemgo tagja volt a Hanza-szövetségnek, a 17. század pedig számos boszorkányper színhelye volt, ezért a középkorban hírhedt boszorkánytanyaként emlegették. A település csaknem teljesen megőrizte középkori városképét.

## Nevezetességek
- A Szent Miklós-templom (St. Nikolaikirche) a 13–15. századból való, román-gótikus, egyenlőtlen tornyokkal.
- Valóságos építészeti gyöngyszeme a Városháza (Rathaus). A nyolc különböző homlokzatú épületből alakítottak ki egységes utcafrontot. Központja a Rataskammer, ahol egykor a boszorkánypereket tartották. A 15. századi gótikus, lépcsős oromzatú épületegyüttest jelentős reneszánsz elemekkel egészítették ki a 16. században, így többek között művészi frízekkel, erkélyekkel.
- Az itteni favázas építkezés szép példájának számít a Mitterstrassén található, 1587-ben épült Ó-Lemgo-ház (Haus Alt-Lemgo). A városnak ezenkívül több mint 200 hasonló épülete van.
- A kőépítésű polgárházak közül a legérdekesebb az 1571-ből való a Boszorkányos polgármester háza (Hexenbürgermeisterhaus), melyet Cothmann egykori hírhedt polgármesteréről neveztek el, aki valóságos megszállottja volt a boszorkányüldözésnek. A Breite Strassén található ház ma helytörténeti múzeum (Heinmatmusum), melyben a többi között a boszorkányüldözéshez használatos kínzó eszközöket is kiállították.

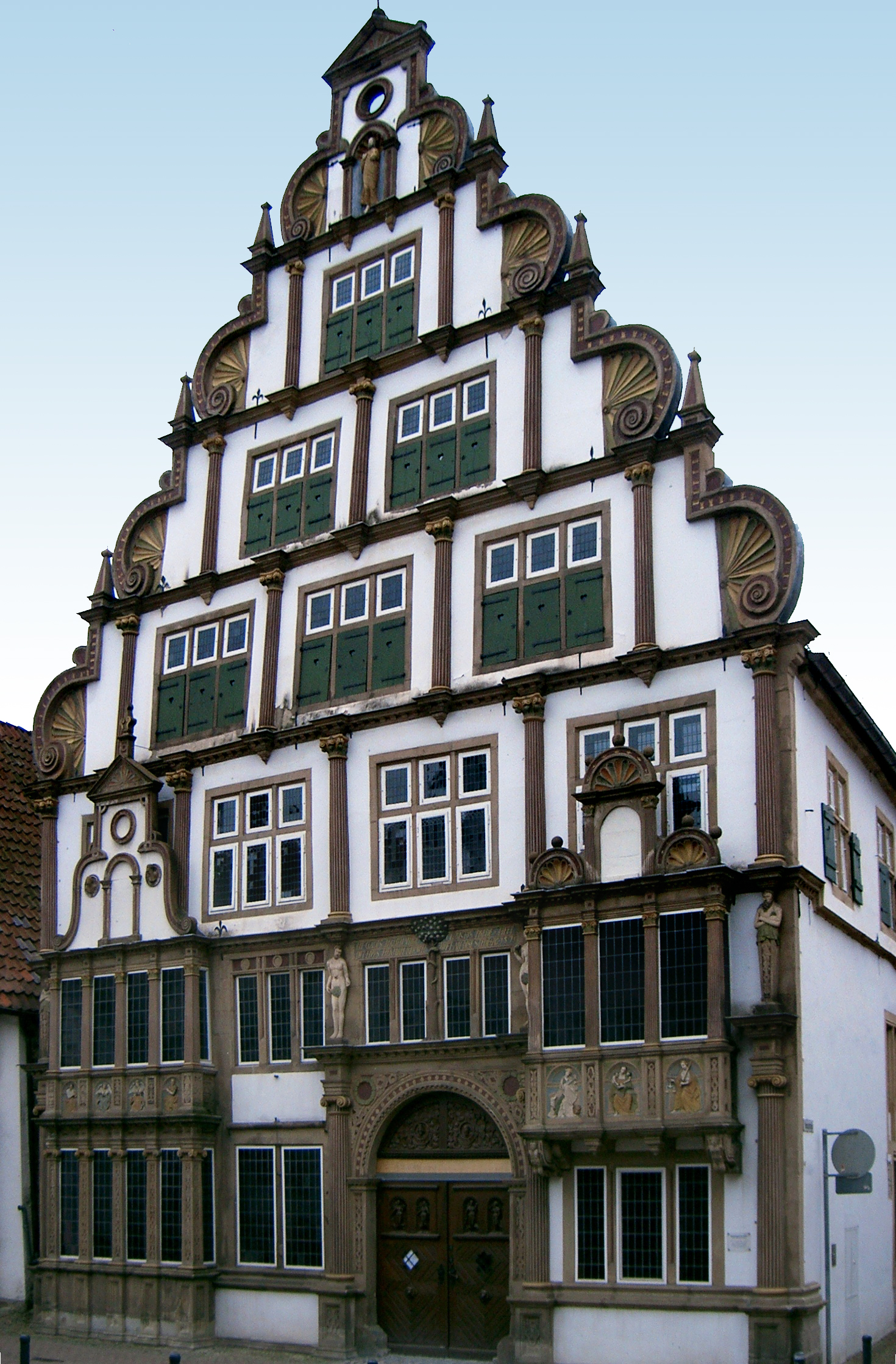
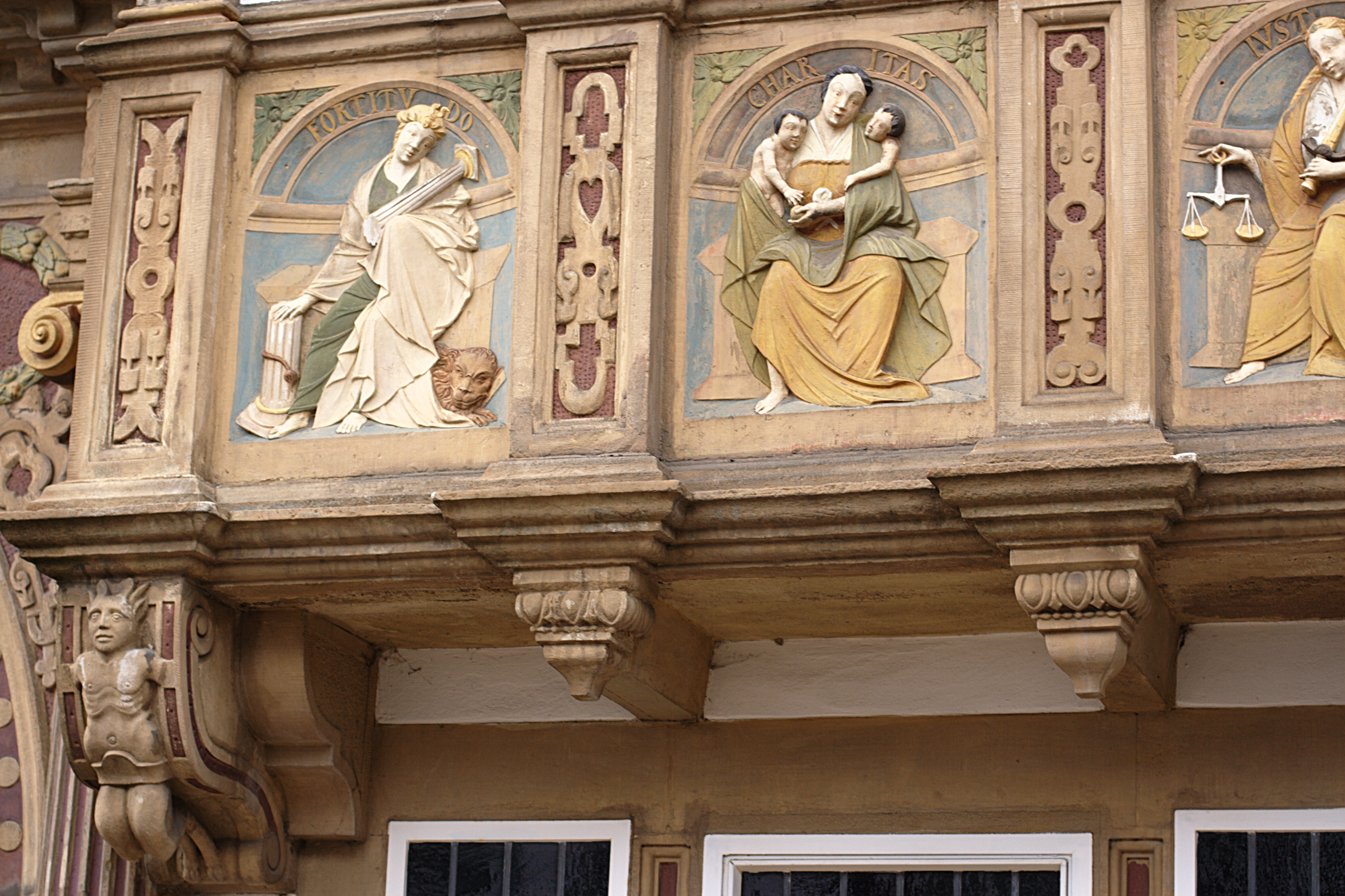
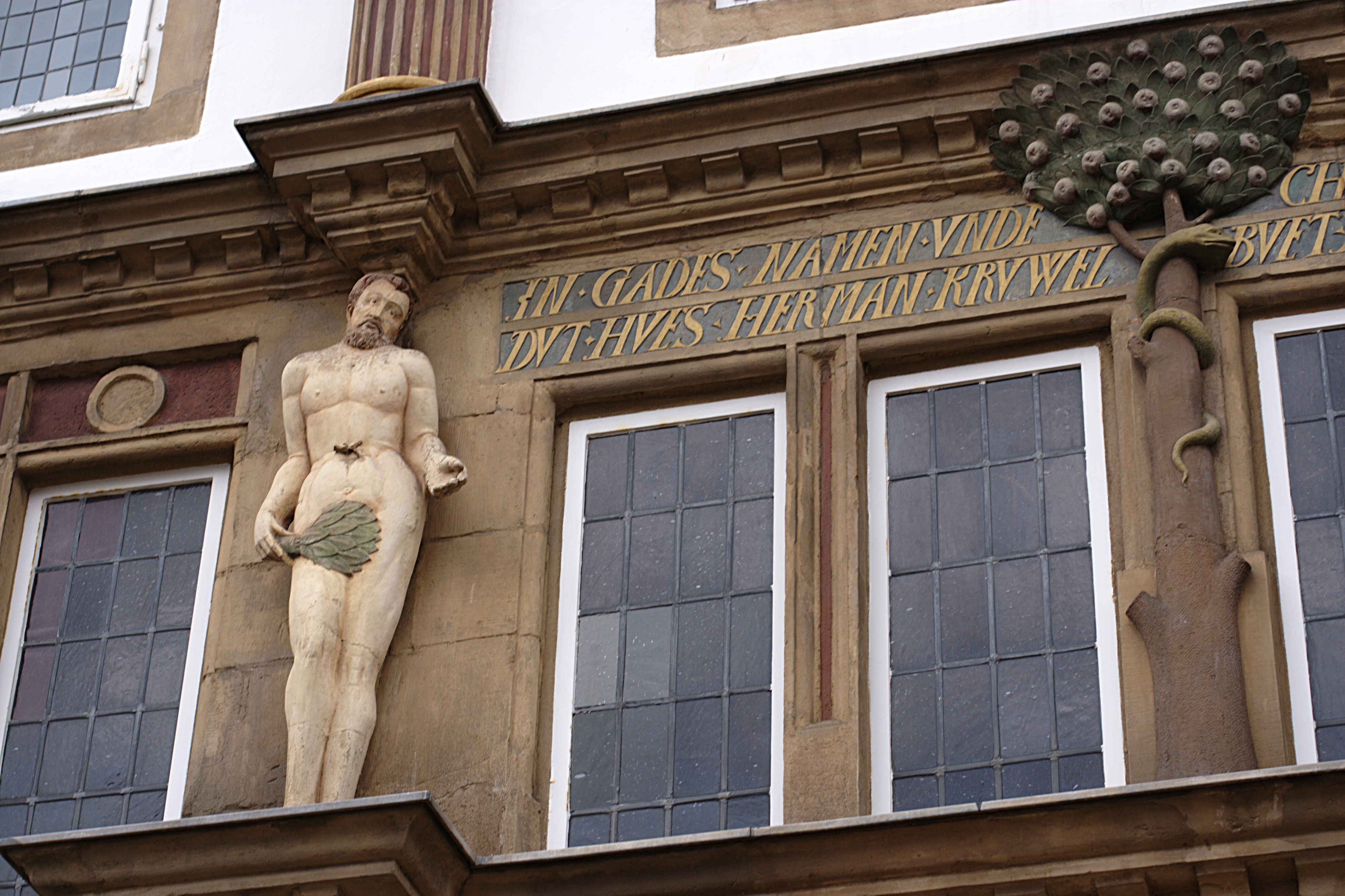
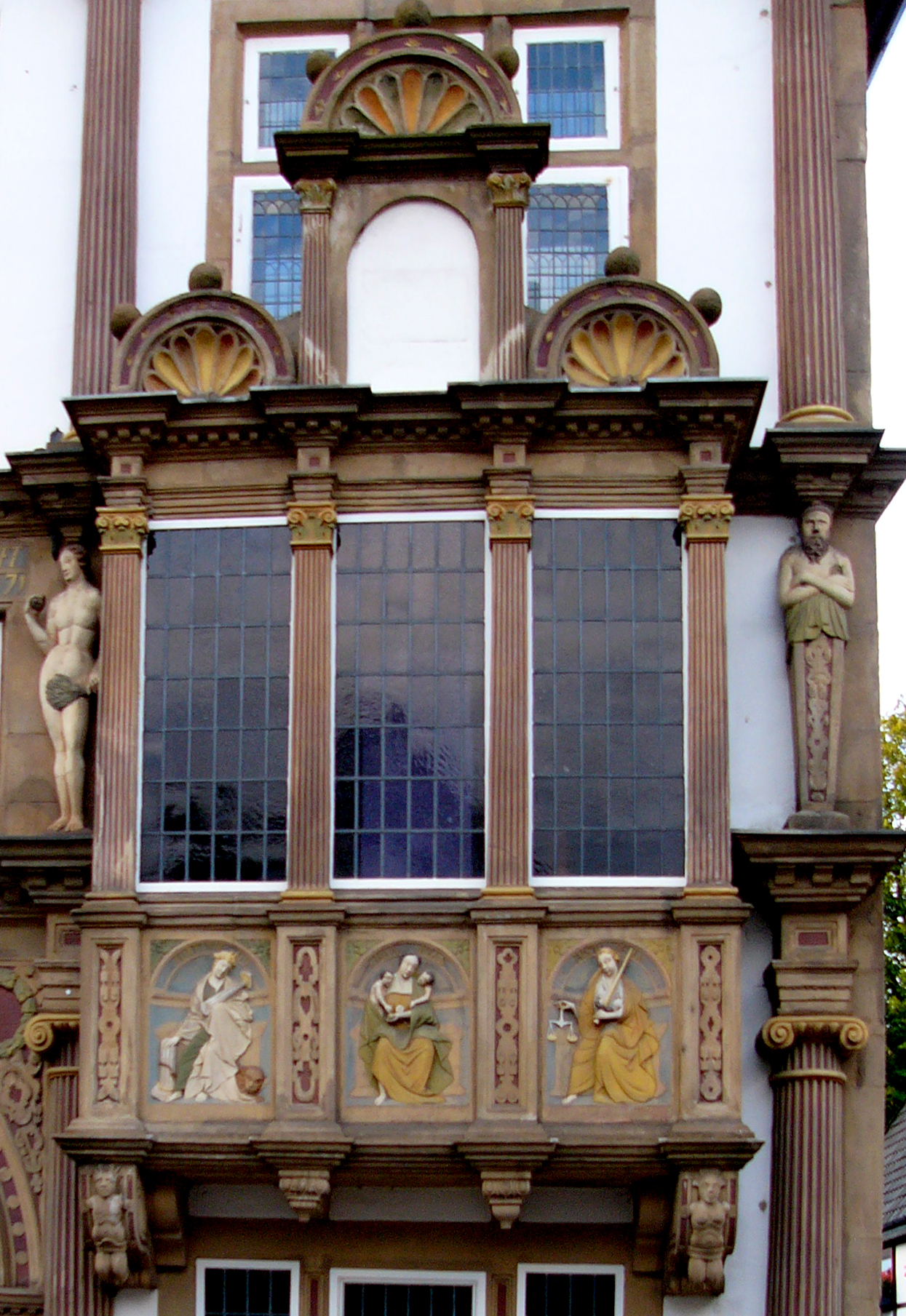
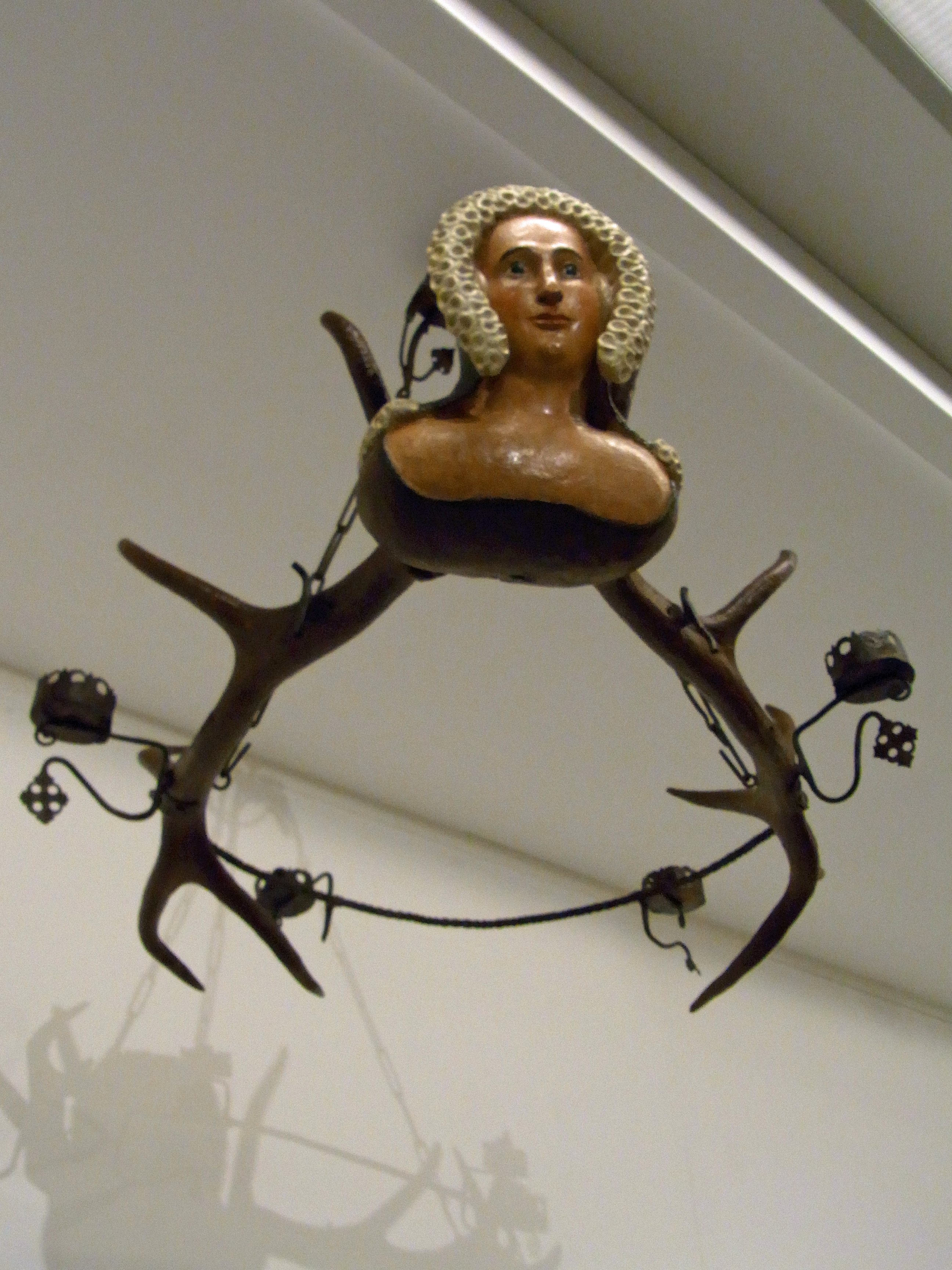

## Itt születtek, itt éltek
- Cothmann  a város egykori hírhedt polgármestere volt.

## Galéria

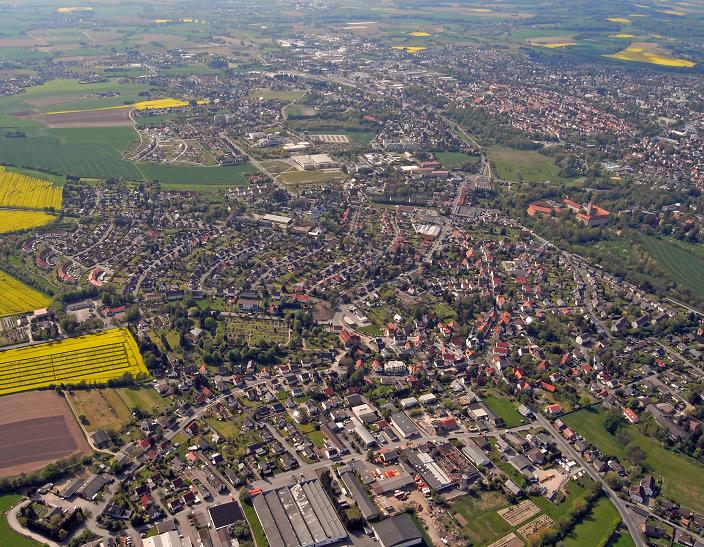
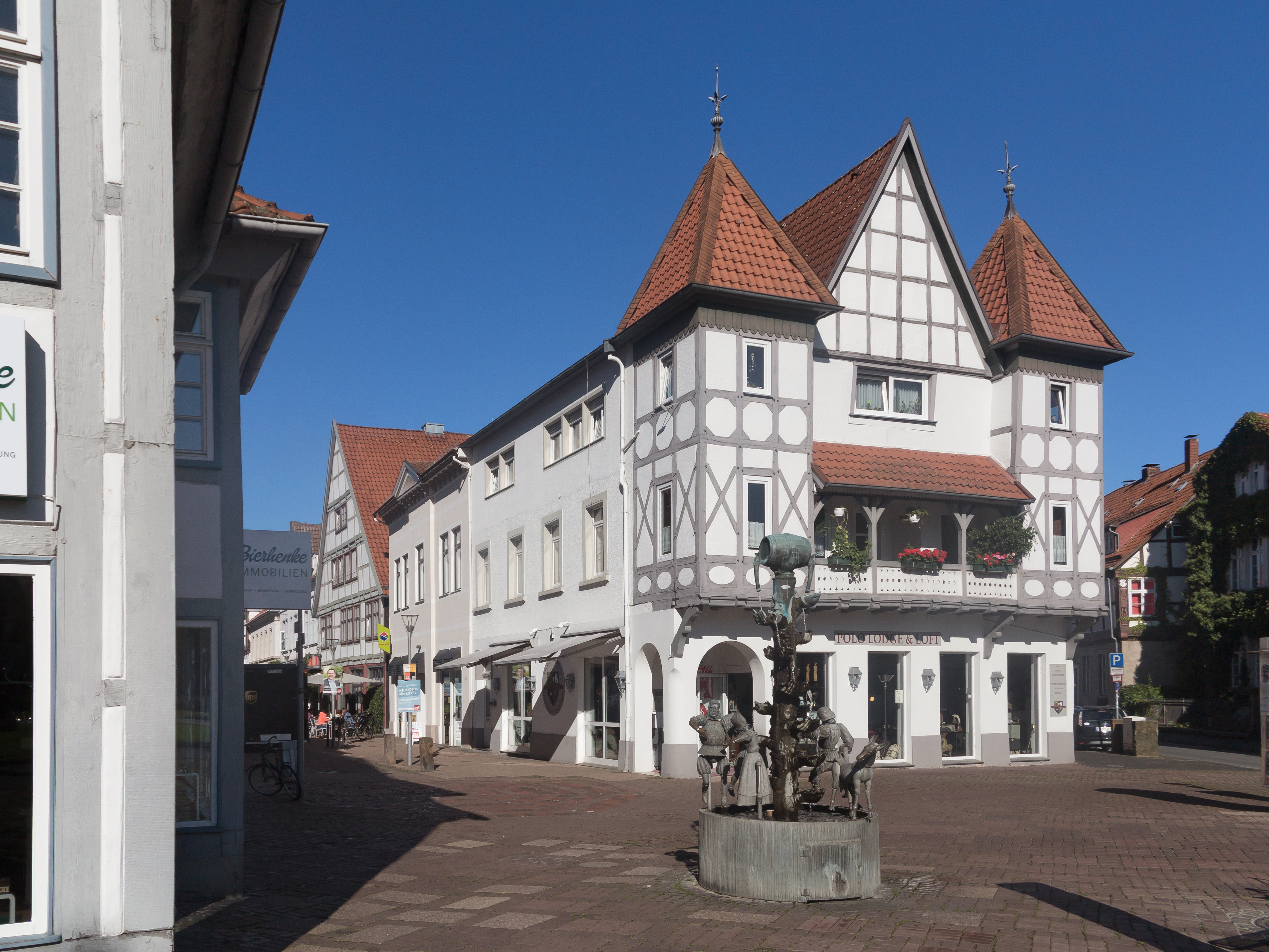
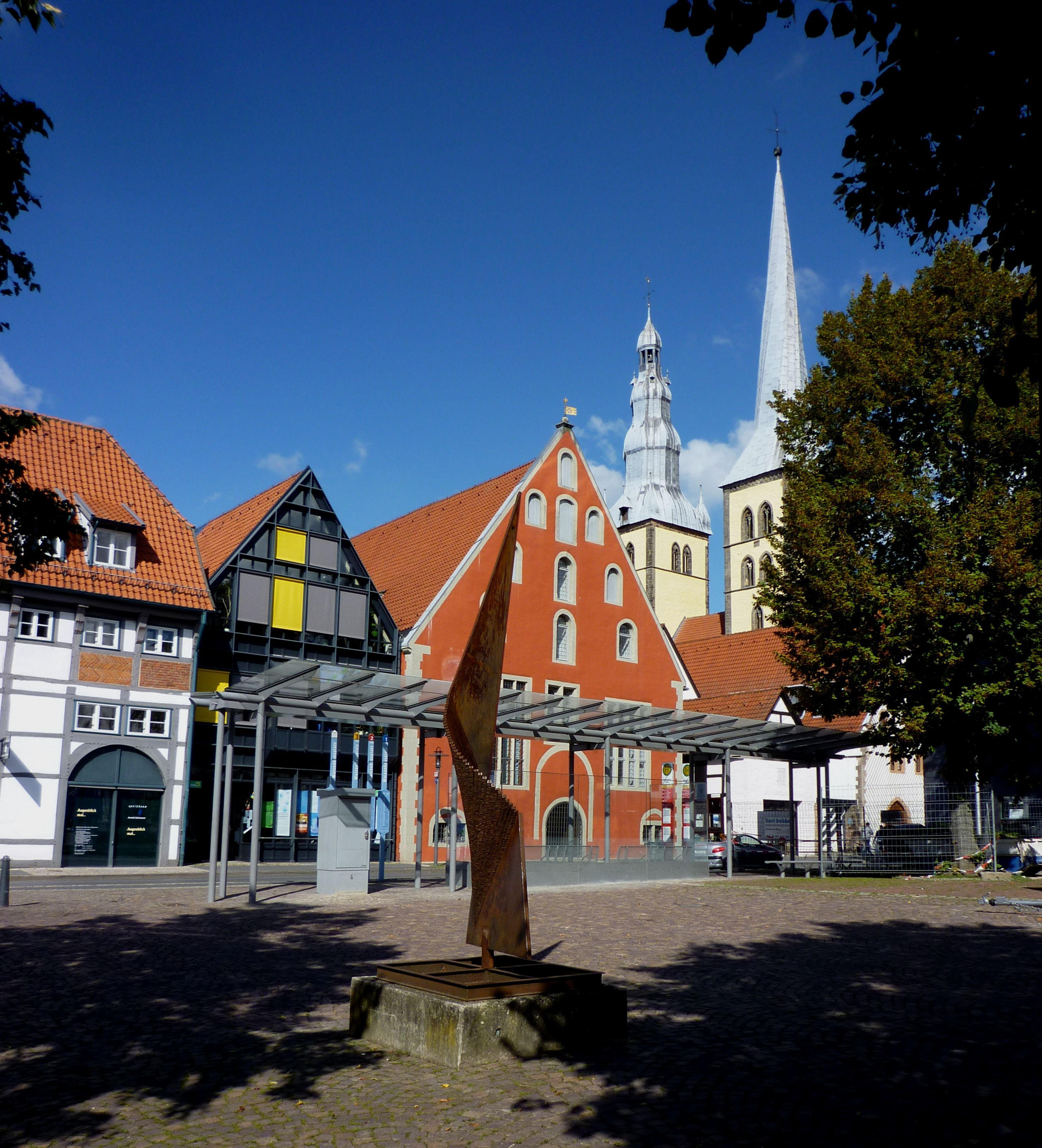
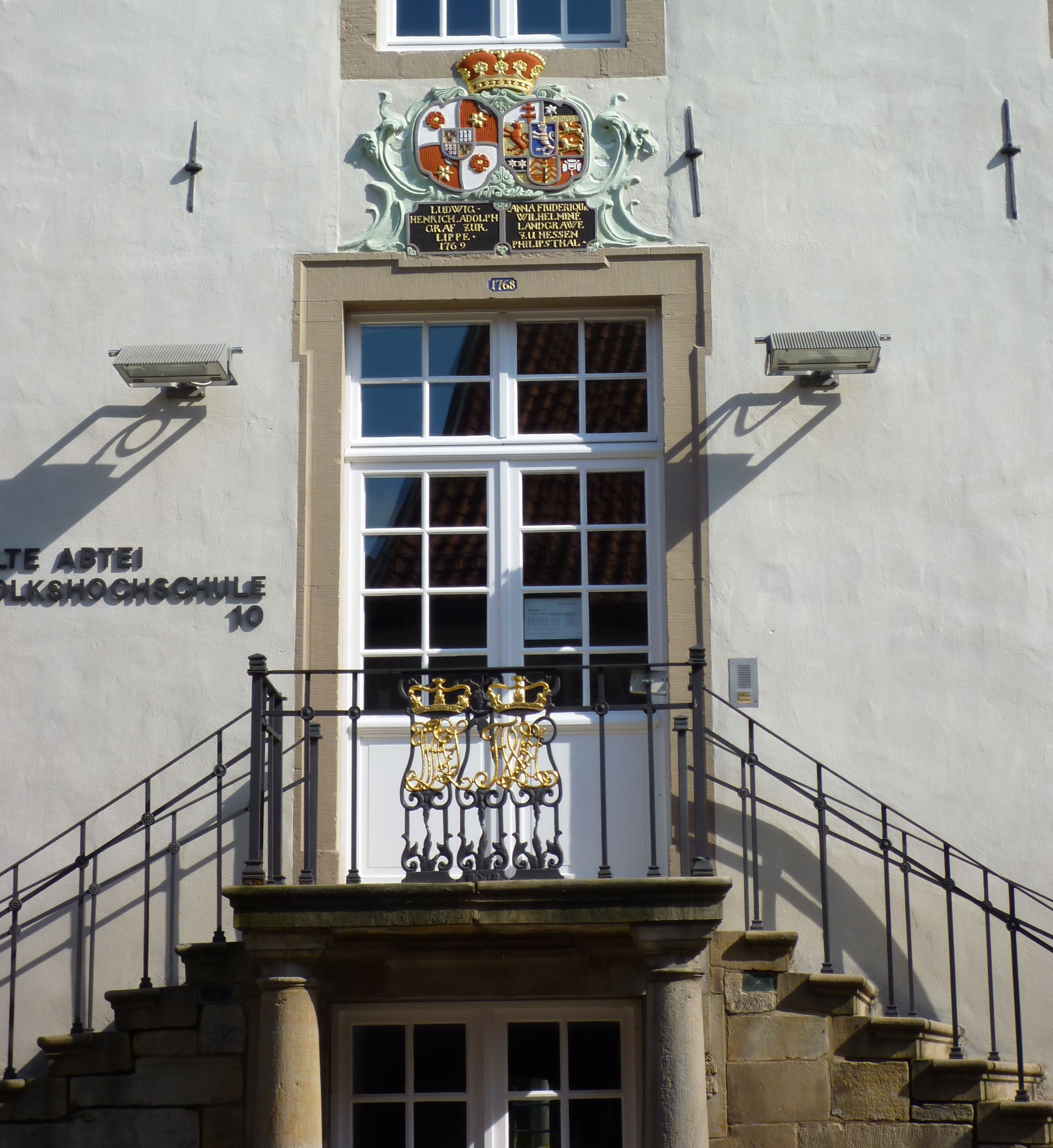
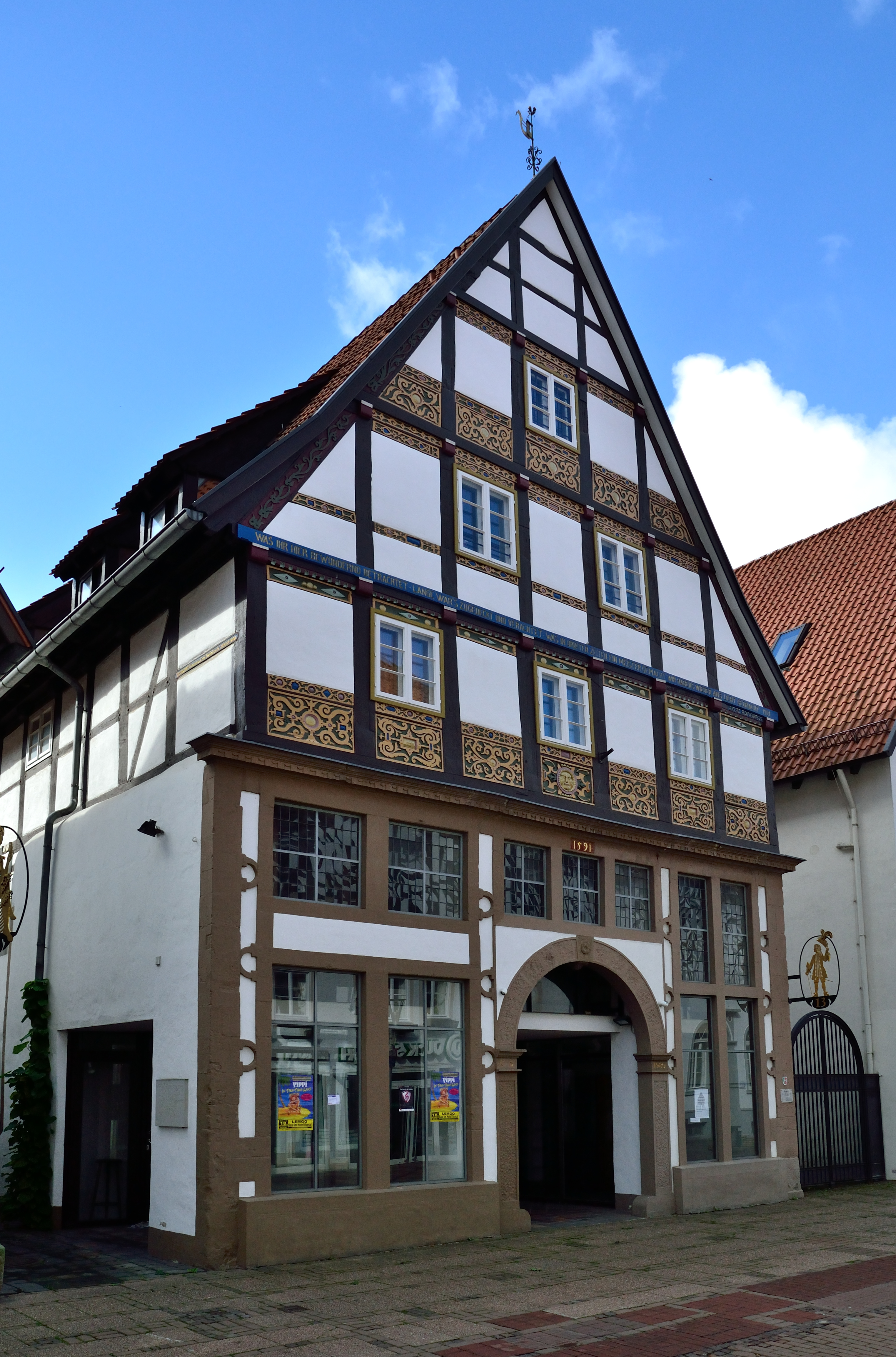

## Népesség
A település népességének változása:
| Lakosok száma | 39 664 | 40 871 | 40 696 | 40 345 | 40 594 | 40 531 |
|               | 1975   | 2017   | 2019   | 2021   | 2022   | 2023   |